# Episodi di Teachers (serie televisiva 2016) (seconda stagione)
La seconda stagione della serie televisiva Teachers, composta da 20 episodi, è andata in onda sul canale via cavo TV Land in due parti: la prima parte è stata trasmessa dal 17 gennaio al 21 marzo 2017, mentre la seconda parte è andata in onda dal 7 novembre 2017 al 16 gennaio 2018
In Italia la stagione è inedita.
| n° | Titolo originale             | Titolo italiano | Prima TV USA     | Prima TV Italia |
| -- | ---------------------------- | --------------- | ---------------- | --------------- |
| 1  | First Day Back               |                 | 17 gennaio 2017  |                 |
| 2  | Stranger Danger              |                 | 24 gennaio 2017  |                 |
| 3  | School Sweet School          |                 | 31 gennaio 2017  |                 |
| 4  | Held Back                    |                 | 7 febbraio 2017  |                 |
| 5  | Snap Judgement               |                 | 14 febbraio 2017 |                 |
| 6  | Brokebitch Mountain          |                 | 21 febbraio 2017 |                 |
| 7  | Thirty-One and Done          |                 | 28 febbraio 2017 |                 |
| 8  | Getting Drilled              |                 | 7 marzo 2017     |                 |
| 9  | In Security                  |                 | 14 marzo 2017    |                 |
| 10 | Lunchtime! The Musical       |                 | 21 marzo 2017    |                 |
| 11 | Dosey Don't                  |                 | 7 novembre 2017  |                 |
| 12 | Passive Eggressive           |                 | 14 novembre 2017 |                 |
| 13 | Dire Straights               |                 | 21 novembre 2017 |                 |
| 14 | Nightmare on Fillmore Street |                 | 28 novembre 2017 |                 |
| 15 | Hot Date                     |                 | 5 dicembre 2017  |                 |
| 16 | Let It Flow                  |                 | 12 dicembre 2017 |                 |
| 17 | Third Wheel                  |                 | 19 dicembre 2017 |                 |
| 18 | Toxic Workplace              |                 | 2 gennaio 2018   |                 |
| 19 | Don't Go Pranking My Heart   |                 | 9 gennaio 2018   |                 |
| 20 | Labor Pains                  |                 | 16 gennaio 2018  |                 |